# Christina Falkenroth
Christina Helene Falkenroth (* 1967 in Radevormwald) ist eine deutsche evangelisch-lutherische Pfarrerin, Hymnologin, Lieddichterin und Kirchenmusikerin.

## Werdegang
Ihre Eltern waren der Ingenieur Hermann Falkenroth und die Sozialarbeiterin Elfriede Falkenroth. Sie besuchte von 1974 bis 1987 die Freiherr-vom-Stein-Grundschule und dann das Röntgen-Gymnasium Remscheid. Anschließend absolvierte sie eine Ausbildung zur Chemisch-technischen Assistentin, ließ sich zur C-Kirchenmusikerin ausbilden und ließ sich für das Lehramt ausbilden.
Hierauf studierte sie zwischen 1992 und 1998 Theologie in Wuppertal und Berlin, leistete das Vikariat an der Petrikirche in Mülheim an der Ruhr und ist seit 2001 Pfarrerin in der Krankenhausseelsorge sowie Kirchenmusikerin in Wuppertal.
2017 promovierte sie mit einer Arbeit über die Passion Christi in den Liedern der evangelischen Kirche des 16. und 17. Jahrhunderts.

## Werk
Falkenroth hat bisher etwa 50 geistliche Lieder verfasst, die sie vor allem aus dem Englischen und dem Niederländischen übertrug.
Ihre Lieder stehen u. a. in der deutsch-englischen Veröffentlichung Glory to God. Englische Chormusik aus fünf Jahrhunderten, die Hans Wülfing für den Landesverband evangelischer Kirchenchöre im Rheinland in Zusammenarbeit mit dem Verband evangelischer Kirchenchöre Deutschlands 2005 im Verlag Oxford University Press in Oxford herausgab und in der deutsch-englischen Veröffentlichung Mit Herz und Mund/Rejoice, My Heart des Gottesdienst-Instituts der Evangelisch-Lutherischen Kirche in Bayern, die im Jahr 2020 in Nürnberg verlegt wurde.
- Die Passion Jesu im Kirchenlied, A. Francke Verlag, Tübingen, 2017; ISBN 3-7720-8614-4.